# Critics' Choice Movie Award du meilleur téléfilm
Le Critics' Choice Movie Award du meilleur téléfilm (Broadcast Film Critics Association Award for Best Television Film) est l'une des récompenses décernées aux professionnels de l'industrie du cinéma par le jury de la Broadcast Film Critics Association depuis 1998.
Elle n'est plus remise depuis 2011.

## Palmarès

### Années 1990
- 1998 : Don King: Only In America

- 1999 : De la Terre à la Lune (From the Earth to the Moon)

### Années 2000
- 2000 : (ex æquo)
  - Citizen Welles
  - Tuesdays with Morrie

- 2001 : aucune récompense

- 2002 : Life With Judy Garland: Me and My Shadows

- 2003 : Door To Door

- 2004 : Angels in America

- 2005 : Moi, Peter Sellers (The Life and Death of Peter Sellers)

- 2006 : Into the West
  - No Direction Home
  - Rome
  - Warm Springs

- 2007 : Elizabeth I 
  - Les Aventures de Flynn Carson : Le Mystère de la lance sacrée (The Librarian: Quest for the Spear)
  - Rêves et Cauchemars (Nightmares and Dreamscapes: From the Stories of Stephen King)
  - The Ron Clark Story
  - Katrina (When the Levees Broke : A Requiem in Four Acts)

- 2008 : Bury My Heart at Wounded Knee
  - The Company
  - Deux princesses pour un royaume (Tin Man)
  - The War

- 2009 : John Adams 
  - Recount
  - Coco Chanel

### Années 2010
- 2010 : Grey Gardens
  - Gifted Hands
  - Into The Storm
  - Taking Chance

- 2011 : The Pacific
  - Temple Grandin
  - La Vérité sur Jack (You Don't Know Jack)